# RackaRacka
RackaRacka ist ein australischer YouTube-Kanal, der von den Zwillingsbrüdern Daniel „Danny“ und Michael Philippou (* 13. November 1992 in Adelaide, South Australia) gegründet wurde und in Los Angeles betrieben wird. Der Kanal ist bekannt für seine intensiven Live-Action-Horror-Comedy-Videos, die sich durch das übermäßige Zeigen von Gewalt, Vulgarität und sexuellen Inhalten kennzeichnen. In mehreren Ländern wurden ihre Videos daher verboten.

## Geschichte
Der Name RackaRacka ist eine Anspielung auf den Vorort von Adelaide namens Pooraka, wo die Zwillinge aufgewachsen sind. Der erste große Erfolg des Kanals war Harry Potter vs. Star Wars, ein Video, das in einer Woche sieben Millionen Aufrufe erzielte. Dieses Video gewann bei den Australian Online Video Awards 2014 in den Kategorien „Best Comedy“ und „Best Overall“. Im September 2015 gewann der Kanal bei den sechsten Streamy Awards den Preis für den „Besten internationalen YouTube-Kanal“.
Eines der beliebtesten Videos von RackaRacka ist Ronald McDonald Chicken Store Massacre, in dem Ronald McDonald versucht, die Eröffnung eines Chicken-Food-Restaurants in der Nähe von Maccas zu verhindern. Ronald McDonald sendet blutgetränkte Morddrohungen, steckt den Kopf eines Mitarbeiters in die Fritteuse und streut Salz darüber, bevor er das Maskottchen des Restaurants, Cluckity Chicken, erschießt. All dies wurde an einem Tag in einem Chicken-Food-Restaurants gedreht, in dem ihre Schwester arbeitete. Das Video hat über 40 Millionen Aufrufe.
Ihr Spielfilmdebüt Talk to Me, ein Mystery-Thriller mit Sophie Wilde in der Hauptrolle, feierte Ende Oktober 2022 im Rahmen des Adelaide Film Festivals seine Premiere, wurde im Januar 2023 beim Sundance Film Festival und im Februar 2023 bei der Berlinale gezeigt und kam Ende Juli 2023 in die Kinos. Ihr zweiter Spielfilm Bring Her Back mit Sally Hawkins, Billy Barratt und Sally-Anne Upton kam Ende Mai 2025 in die US-Kinos.

## Filmografie
- 2013–2016: RackaRacka (Miniserie, Regie bei 54 Folgen)
- 2014: Deluge (Kurzfilm, Regie)
- 2014: Don't Touch the Cookie Monster's Cookies (Miniserie, Regie)
- 2014: Facebook Fight (Miniserie, Regie)
- 2022: Talk to Me (Regie)
- 2025: Bring Her Back (Regie)

## Auszeichnungen
Brussels International Fantastic Film Festival
- 2023: Auszeichnung mit dem Goldenen Raben im Internationalen Wettbewerb (Talk to Me)[8]